# Kodolányi János (író)
Idősebb Kodolányi János (Telki, 1899. március 13. – Budapest, 1969. augusztus 10.) posztumusz Kossuth-díjas magyar író, újságíró, az úgynevezett népi írók kiemelkedő képviselője.
Kodolányi János a 20. századi magyar irodalom egyik legjelentősebb regényírója (akárcsak barátja, Németh László), világirodalmi rangú epikus. Könyvei évek óta több kiadásban és nagy példányszámban jelennek meg, szerepe ezzel együtt is vitatott. A mai irodalmi- és közéletben és közoktatásban jelentőségéhez képest méltatlanul kevéssé (el)ismert; az irodalmi- és közélet más berkeiben és a szélesebb közönség körében ugyanakkor évtizedek óta töretlenül népszerű, sőt újabban Várkonyi Nándorral és Hamvas Bélával együtt – elsősorban Jókai Anna elnevezése nyomán – „a nagy triász” néven emlegetve, mint „szellemi iránytű”, meghatározó jelentőséggel bír.
Munkássága valamennyi irodalmi műnemre kiterjedt (líra, dráma, epika, ezen belül a novella és regény, továbbá az esszé). Életének inkább késői szakaszában regényíróként nemcsak a magyar, hanem a világirodalom nagyjai sorába is beírta magát, műveit több nyelvre is lefordították. Elsősorban az ókori mitológiát (Égő csipkebokor; Vízöntő; Új ég, új föld), illetve a tatárjárást (Boldog Margit; Julianus barát; A vas fiai) feldolgozó regényei fontosak.
Életművéből kitűnik nemcsak a globális (világpolitikai, irodalomelméleti), hanem a lokális („helyi érdekű”, nemzeti, regionális, szervezési és gyakorlati) problémák iránti érzékenysége; ami a puszta szavakon túl (számtalan folyóiratban publikált) tettekben is megnyilvánult (például a magyar írók önsegélyező szervezete, az Írók Gazdasági Egyesülete, IGE szervezői közé tartozott). Emiatt nehéz is lenne a mai politikai szakfogalmak közé beskatulyázni: a magyarság mint nemzet sorsa iránt érzett aggódás, a világpolitikai helyzet mérlegelése a (radikális) jobb-, a szociális problémák iránti érzékenység pedig a (radikális) baloldalra is el-elsodorták. Tehetségét nemcsak barátai, munkatársai, hanem „nehéz”, konfrontatív, hevesen vitázó természete miatt időlegesen vagy véglegesen szerzett politikai és irodalmi ellenfelei többsége, mint például Babits Mihály, Fábry Zoltán is elismerte.

## Gyermek- és ifjúkora (1899–1921)

### Telki (1899–1903)
1899. március 13-án született a Pest megyei Telkin, vidéki katolikus köznemesi családban. Apja, Kodolányi Gyula fia születése idején pilismaróti erdész („erdőfőtanácsos”), anyja, Martinovics Ilona pedig Martinovics Ignác leszármazottja volt.
A család története – Tüskés Tibor összefoglalásában – tragédiák, szerencsétlenségek sorozata. Szülei diszharmonikus házassága, válása, apja szeretettelensége („ólommadárnak” gúnyolta enyhe sántasága miatt, melyről csak az I. világháború éveiben derült ki, hogy Achilles-ínzsugorodás okozta súlyos betegség) és anyja „elvesztése” a leendő író egészségét korán kikezdték, idegességre, megbetegedésre könnyen hajlamos volt. Apját a negyvenes évek végén írni kezdett Boldog békeidők című regény főhőse, Németh Gyula alakjában örökítette meg az író.

### Pécsvárad (1903–1909)
A szülők 1903-ban elváltak, édesapját pedig Telkiről a mecseki vidék területén lévő, a Zengő völgyében fekvő Pécsváradra helyezték át közalapítványi erdésszé, így a család (az apa és a gyerekek) költözésre kényszerült. Mivel Kodolányi csak első néhány évét töltötte szülőfalujában, ezért ott szerzett élményei nem váltak, nem is válhattak tudatosakká. Pécsvárad akkoriban (ma is) vegyes lakosságú falu volt: alsó, nagyobbik részén a lakosság külföldről betelepített németek (svábok) utódaiból állt, s csak az északi rész volt tiszta magyar, akik a református vallást gyakorolták. Pécsváradon már öt- hatéves korában, akarva-akaratlanul megtanulta a németség különös tájszólását. Első zenei élményei e helyhez kötik: a templomi orgonán hallhatta és szerethette meg Bach műveit, mostohaanyja (Kodolányi Gyula nem sokkal válása után vette feleségül tiszaújhelyi Ujhelyi Alvát) zongorajátéka révén ismerhette meg Chopin műveit. A Pécsváradon szerzett emlékek, élmények a Boldog békeidők című regényében, a falu rekonstruált középkori képe pedig a Julianus barát című regényben tárul az olvasó elé. Süllyedő világ című önéletírása szerint itt kötött életre szóló barátságot a könyvekkel és az irodalommal; olvasmányai közé tartozott többek között Mark Twain Tom Sawyere (Tom és Huck címen) és Camille Flammarion Népszerű csillagászata. Ismerte a Fehérlófia című mesét is.

### Vajszló (1909–1910)
Az elemi iskola négy osztálya közül – amely megfelelt a mai általános iskola alsó tagozatának – az első hármat még Pécsváradon, a negyediket viszont már a vajszlói római katolikus elemi népiskolában végezte, mivel apját időközben Vajszlóra nevezték ki főerdésszé. Szoros barátságot kötött egy parasztfiúval, Simon Dezsővel. Kodolányi még évtizedekig visszajárt a faluba. Az itteni élmények hatása több későbbi művében felismerhető: itt találkozott a Sötétség, a Böbék Samu búcsúja és a Földindulás című novellái, illetve a Szép Zsuzska és A vas fiai című regényei egyes alakjainak modelljeivel; a Keserű ifjúkor című kisregényciklus első része, a Feketevíz szól életének e szakaszáról. (Még korábbi, pécsváradi élményeit az Akik nem tudtak szeretni című műben örökítette meg).

### Pécs (1910–1915), Székesfehérvár (1915–1919)
Középiskolába Pécsett és Székesfehérváron járt. A (mai) Mátyás király u. 17. szám alatti, a világháború éveiben a Rákóczi utcába költöző pécsi állami főreálgimnáziumba 1910-ben íratták be. Az iskolában ugyanolyan rossz légkör uralkodott, mint otthon, a verés, a nádpálca mindennapi nevelési eszköznek számított; Kodolányi mélyen megvetette „korlátolt szellemű”; „barom, buta, bornírt” tanárait, nem jól tanult; az ötödik osztályban mennyiségtanból és német nyelvből megbukott, s mivel dacból nem írt pótvizsgakérvényt, az osztályt újra járta. Ebben az időszakban egyre többet betegeskedett, a gyermekkori Achilles-ínzsugorodás súlyosbodása folytán lába egy időre felmondta a szolgálatot, operálták, két hónapot töltött kórházban. Ezután csak bottal, félmankóval tudott járni.
Miután átiratkozott Székesfehérvárra az ottani – Kelemen Béla igazgatásával működő – reálgimnáziumba, elhagyta Pécset, „szenvedései városát”. Szállást a fehérvári Tobak utca 2. számú, földszintes sarokházban kapott, ahol három évet töltött (csak az első világháború okozta szénhiány miatti kényszerszüneteket és a nyarakat töltötte Püspökladányban, ahol anyja élt). A Tanácsköztársaság kikiáltása és bukása miatt (az érettségit a proletárdiktatúra eltörölte) osztálya csak későn, 1919-ben érettségizett.
Diákkorától írt, szerkesztett. Visszaemlékezése szerint hat-hétéves korában kezdett saját tetszésére, elsősorban hallott magyar népdalok dallamára verseket írni. 1915-ben jelent meg első verseskötete Pécsett Hajnal címmel. Az iskolában az irodalmi önképzőkör vezéregyénisége volt; 1917-ben Diák-toll címmel irodalmi lapot szerkesztett, melyet egy másik iskola megbírálása miatt a tanári kar betiltott.

### Ismét Vajszló és Budapest (1919–1921)
1919 őszén nagy nehézségek (kisantant megszállás, polgárháborús helyzet) közepette hazatért Vajszlóra apjához, tanítóként vállalt állást a helyi katolikus elemi iskolában, ahová annak idején maga is járt. Időnként Pécsre látogat, ahol Csuka Zoltán Krónika c. lapjában jelentek meg leginkább Füst Milán hatását mutató, biblikus-félszabad versei. Irodalmi önképző- és előadótársaságot szervezett, mellyel bár nagyon elégedetlen volt, bizonyos sikert aratott.
Miután a helyi intézményi és magánkönyvtárak igényeihez mérten csekély kínálatát kimerítette, a postamestertől értesült a szomszéd Csányoszró református papja, Csikesz Sándor nagy tudományáról és könyvtáráról. Ellátogatott hozzá, s ezzel megkezdődött 1940 teléig, Csikesz cukorbetegségből eredő szívgyengesége miatti haláláig tartó barátságuk, amit a Süllyedő világ c. művében (163. old.) Kodolányi egész életére nézve sorsdöntőnek nevezett (Csikesznek köszönhető az is, hogy az író később áttért a református hitre, és egészen a halála előtti évekig meg is maradt benne). Hetente legalább egyszer ellátogatott hozzá. Csikesz kiváló pedagógiai érzékkel ismertette meg az elmúlt és az eljövendő korok tudományaival és szellemi áramlataival (egyiptológia, asszíriológia, szocializmus, szakszervezeti mozgalom, katolikus és református teológia, buddhizmus, teozófia, Platón filozófiája, a kora keresztény kor, a reneszánsz és barokk építészete, s.í.t.). 1919–1921 között filozófiai, esztétikai, szociológiai és teológiai tanulmányokat folytatott. Deutsch Ádám kiadásában megjelent második verseskötete, a Kitárt lélekkel (1919).
1921. november 21-én vette feleségül Csőszi Matildot, egy vajszlói módos parasztgazda („pógár”) lányát, aki egy életre jóban-bajban hű társa lett. Apjával ez időszakban véglegesen megszakadt már régóta rossz kapcsolatuk (apja szerette volna, hogy egyetemre menjen és hivatalnok legyen; mikor felelősségre vonta fiát, hogy a baranyai „forradalmárokkal” tart kapcsolatot, csúnyán összevesztek, s bár kibékültek és apja tízezer koronával bocsátotta útra, hogy Budapesten egyetemre mehessen, tüskéiket életük végéig hordozták). Apjával való szakításáról a Süllyedő világ c. visszaemlékezésben, illetve az Atyai hajlék c. novellában írt. A fiatal párt sem János, sem Tildi szülei nem képesek igazából elfogadni, így Budapestre költöztek és nyomorogtak, súlyos probléma volt a napi betevő megszerzése, a bérlakások poloskái, sokszor nem tudtak befűteni. Először a budai Déli pályaudvar közelében, a Bors utcában béreltek ún. hónapos szobát, majd a Parádi utcába, végül a kelenföldi Ballagi Mór utca 8-as számú házába költöztek. Ahogy az író Fehérváron közel került Velinszky László „forradalmár” köreihez, Budapesten is kapcsolatba került baloldali írókkal. Bár az avantgárd-ot sosem becsülte sokra (amikor Kassák Ma c. folyóiratának egy száma kezébe került, „fura félbolondság”-nak minősítette), a barátja, Raith Tivadar szerkesztésében megjelenő Magyar Írás c. avantgárd szellemiségű folyóirat kiadásában jelent meg 1921-ben Üzenet enyéimnek című verseskötete, a harmadik s egyben utolsó (ez 25 kötött formájú vers mellett 25 „avantgardista” szabadverset is tartalmazott). Ezután már nem írt verseket, sőt, később verseiről, mint irodalmilag kevéssé értékes művekről, több írásában is ironikusan beszél, ha egyáltalán beszél. Ennek ellenére egyes költők (például a fiatal Szabó Lőrinc) felfigyeltek a kötetekre, és kritikákat is írtak róluk).
Életét Tildivel való házasságáig bezárólag a Süllyedő világ c. önéletrajzi regényben írta meg.

## Írói pályája (1922–1955)

### A Nyugat-Athenaeumkorszak naturalizmusa (1922–1933)
A Visszapillantó tükör c. önéletrajzi mű szerint 1922-ben a Ballagi Mór utcában nyomorgó, budapesti magasabb irodalmi körökben gyakorlatilag teljesen ismeretlen költő, első igazi elbeszélése, a Sötétség megírása után nem sokkal, felkereste a Nyugat szerkesztőségét (ott Gellért Oszkár fogadta). Osvát Ernő és Gellért az elbeszélést közlésre méltónak ítélték, s az némi, egyeztetett kurtítás (a főhősnő temetésének elhagyása) és javítások után valóban megjelent, sőt sikert aratott. A Móricz Zsigmondnak dedikált elbeszélés – Osvát Ernő némi közreműködésével – felkeltette a már befutott írónak számító Móricz érdeklődését is, akinek Tavaszi szél c. írása gyerekkorában jelentős hatással volt Kodolányira. Egy telefonbeszélgetés után személyesen is találkoztak, ezzel megkezdődött évekig tartó barátságuk. Kodolányi ebben az évben döntött úgy: abbahagyja a versírást az elbeszélések kedvéért.

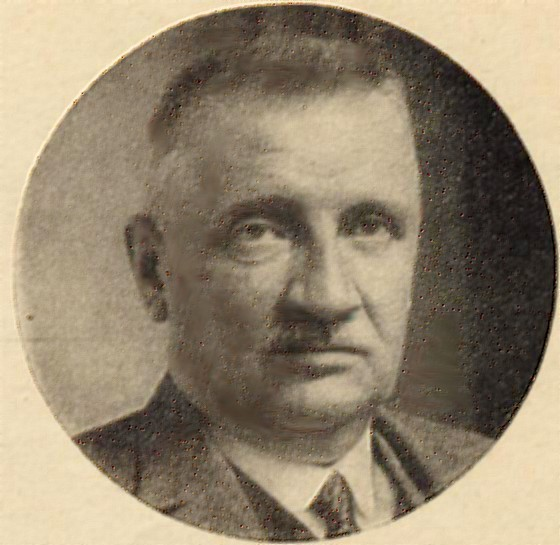
Mikes Lajos, író, műfordító, lapszerkesztő, haláláig Kodolányi atyai barátja Móricz mellett

A kezdő író továbbra is barátai, elsősorban Móricz erkölcsi, sokszor anyagi támogatására szorult. Móricz ösztönzésére kereste fel tíz novellával a kezdő (ekkor már Vajszlóra visszaköltözött) író Mikes Lajost, a kor egyik afféle mecénását, a fiatal írók egyik közismert támogatóját; akinek Móricz hívta fel a figyelmét az íróra; s aki a Miklós Andor tulajdonában lévő Az Est-lapok irodalmi szerkesztőjeként először juttatta rendszeres publikációs lehetőséghez (elsősorban a Pesti Naplóban). 1924-ben Miklós Andor tulajdonába került az Athenaeum Könyvkiadó is, mely a Kodolányival kötött életműszerződés keretében vállalta elbeszéléseinek, regényeinek kiadását (az alábbi könyvek Athenaum-kiadásban jelentek meg 1939-ig bezárólag, bár többségük a húszas években íródott: Szép Zsuzska, Börtön, Kántor József megdicsőülése, Szakadékok, Két lányarc, Feketevíz, A vas fiai, Boldog Margit, Julianus barát, József, az ács, Ormánság – az író más művei az Athenaeum engedélyével a Püski Sándor tulajdonában lévő Magyar Élet Kiadó ill. más kiadók, mint a Bolyai Akadémia és a Turul Kft. gondozásában jelentek meg). Kodolányi ebben az időszakban írt kisregényeire, elbeszéléseire elsősorban a könyörtelen, az író mindennapi életének nyomorú tapasztalataiból merítő, de a sematizmust általában elkerülni tudó, néha szenvedélyteli expresszionizmusba hajló komor realizmus, sőt naturalizmus volt jellemző (ld. lentebb). Művészetére ebben az időszakban a marxizmus elméletei és Sigmund Freud is jelentős hatással voltak.
A 20-as évek elején, az infláció időszakában, azonban még a Mikestől novelláiért kapott százezer koronás utalványokból sem tudott emberi módon megélni – János nevű fia születésétől kezdve három-, 1923-tól, Júlia nevű lánya születése után pedig négytagú családot kellett eltartania.
Az író és családja élete szüntelen költözködés volt a 20-as években; menekülés a lakbérhátralékok, lakáskölcsönök, és a János-Tildi párosban családi fekete bárányt látó apai és anyai rokonok elől. Nehéz helyzetük miatt Júlia születésének évében visszaköltöztek a Vajszlóra, egy ideig Simon Dezső (Kodolányi ifjúkori paraszt barátja) szüleinél, majd Tildi szüleinél éltek, egy időben (1922) az OFA nevű fakitermelő vállalat alkalmazta adminisztrátorként – „köbmétereket számolt”, és munkabért utalt ki a favágóknak; ezalatt írta a Szép Zsuzskát, aminek első részletei a néhány szám után megszűnt Kékmadár c. folyóiratban jelentek meg.
Ezután Püspökladányba költöztek. Itt adta az író 1924-ben élete első interjúját, a Mikes megbízásában tevékenykedő Szabó Lőrincnek, és itt írta első drámájának (Végrendelet) „pokolian rossz” első változatát, A becstelen c. egyfelvonásos színművet;, amit négy évvel később (1928) Fehér fecske címmel adtak elő Paulini Béla rendezésében a Magyar Játékszín „kísérleti színpadán”; csodák csodájára, meglehetős sikerrel (a darab később eredeti formájában, „A becstelen” címmel megjelent az Illyés Gyula szerkesztette Válaszban), Móricz a Pesti Napló 1928. március 24-ei számában kedvező kritikát írt róla.
Mivel a püspökladányi házról (melybe egy volt iskolatársa invitálta) kiderült, hogy valódi tulajdonosa tudta nélkül költöztek oda; a család nem maradhatott ott sokáig. Szabó Lőrinc javaslatára Nógrádverőcére költöztek, hogy közelebb legyenek Pesthez. Verőcén, Duna-parti házukban a szerény körülmények ellenére is élénk művészeti élet folyt, mind az író, mind lánya visszaemlékezései szerint (Visszapillantó tükör; Apám) gyakori vendégnek számított Szabó Lőrinc, Tersánszky Józsi Jenő, Illés Endre, illetve a váci képzőművészek, Gorka Géza, Medveczky „Medve” Jenő, és a Kodolányival életre szóló barátságot kötő Göllner „Micu” Miklós. 1928-ban „Palotaújfalura”, azaz Rákospalotára költöztek (itt egymás után három különböző helyen laktak, utoljára a Bethlen u. 136.-ban), majd – mikor az anyai örökségből és lakáskölcsönből vett ház a lakásuzsora-kamatok miatt elúszott – 1932-ben (Kodolányi Júlia szerint körülbelül az IGE lillafüredi íróhetével egyidőben) Rákoskeresztúrra (Ferihegy út 20., majd Kossuth Lajos u. 9.) költöztek, ahol hasonlóan „bohém”, anyagiakban szerény, társaságban, de munkában is gazdag élet várt rájuk. A Kossuth Lajos utcában a számontartott novellistával, Terescsényi Györgygyel laktak együtt (egészen annak nősüléséig), aki az IGE társtitkára volt Kodolányival (ld. lentebb).
Kodolányi különféle, a legváltozatosabb ideológiákat képviselő napilapoknak és folyóiratoknak is dolgozott, melyek nem mindig fizették ki a tiszteletdíjat, sőt időnként a Kékmadár sorsára jutva, megszűntek. 1927-től 1933-ig elég rendszeresen dolgozott a Nyugatnak, és három napilapnak: Pesti Napló, Magyarország, Szabadság. A Nyugatosok körébe 1929-től 1933-ig sorolta magát igazán, mely időszakban „mestere”, Móricz Zsigmond vette át (Babits Mihállyal közösen) a folyóirat szerkesztését. Kodolányi Püspökladányból és Rákoskeresztúrról is rendszeresen belátogatott Pestre, novellákat vitt Mikesnek (rendszerint a Metropol szálló éttermében találkoztak), és már ekkor gyakran múlatta az időt a Centrál kávéházban, ahol rendszeresen előfordult Szabó Lőrinc, Babits Mihály, Móricz Zsigmond, vagy épp a különc Szabó Dezső (később a kávéház a népi mozgalom, különösképp a Márciusi Front egyik nem hivatalos „bázisa” lett).
1932. március 19-én a Nyugat megrendezte szerzői estjét, a megnyitó beszédet Móricz Zsigmond tartotta. Az esten a később „népi”-nek nevezett irodalmárok közül Illyés Gyula és Erdélyi József költők is felléptek.
A fentebb említett négy folyóiraton kívül több tucat, hosszabb-rövidebb életű lapba írt, ezeknek néha szerkesztője is volt: Pandora, Élőszó, Horizont, Magyar Írás, Együtt, Napkelet, Népszava, A Toll, Kritika, Korunk, Front, Magyarság, 100%, Új Szó (Pozsony), Forrás, Ifjú szívekben élek (és még sok más). Ezek közül például a Pesti Napló a polgári liberális, a Napkelet a konzervatív-antiliberális, a Magyarság keresztény, a Népszava szocialista, a 100% és a kolozsvári Korunk kommunista, a Nyugat polgári radikális befolyás alatt állt.
Ezek közül legfontosabb talán a Mikes Lajos támogatásával működő, Szabó Lőrinc indította-szerkesztette Pandora. Szabóval Kodolányi életre szóló, bár hosszabb-rövidebb ideig tartó "haragos" időszakok által néha megszakított barátságot kötött. A Pandorában jelent meg Benito Mussolini válogatott beszédei kiadásának alkalmából egy cikk, amely Kabdebó Lóránt irodalomtörténész szerint „a korai magyar antifasiszta irodalom egyik – bár ellentmondásos – jelentős megnyilatkozása”. A cikk (fiktív) szerzője, Sebestyén Imre (ál)neve mögött Kodolányi és Szabó rejtőzött.
Kodolányi Nyugatos korszakának Móricznak a folyóirat szerkesztéséből való kiszorulása vetett véget. A „népies” irodalmat, amelynek Móricz reprezentatív egyénisége volt, munkásságuk fontos részének tekintő művészek egyre inkább új utakat kerestek mind esztétikai, mind ideológiai, mind a megjelenítő fórum és intézmények, szervezetek tekintetében. A húszas évek végén megkezdődött, bár nem minden előzmény nélkül, az elsősorban az irodalomban megszerveződő népi mozgalom kibontakozása.

### A népi mozgalom kezdetei (1927–1933)
Kodolányi, akárcsak a nála idősebb Szabó Dezső, illetve Ady Endre, a jelentőssé igazán a 30-as években váló népi mozgalom, népi irodalom egyik előfutárának tekinthető. Szociális kérdéseket felvető és a vidéki paraszti életet feltáró novellái már kb. tíz évvel a mozgalom megszerveződése előtt megjelentek. Gondolatai közírói formát is öltöttek, mikor 1927-ben, A hazugság öl címmel memorandumot írt Huszár Károlyhoz, a képviselőház alelnökéhez az egyke-kérdésről, a mű szerint a Magyar Néprajzi Társaság ösztönzésére. A memorandum kisebbfajta port kavart felsőbb körökben, Huszár Károly személyes találkozásra hívta Kodolányit, de érdemi intézkedés nem történt. Ezzel kapcsolatos élményeit az író Baranyai utazás c. visszaemlékezésének első lapjain foglalta össze.
1928 őszén csatlakozott az 1925-ben a dr. Fábián Dániel orvos (a húszas évek elejétől a négytagú Kodolányi család „házi orvosa” és barátja) vezetésével megalakult Bartha Miklós Társasághoz, az Ady Endre, Szabó Dezső és Móricz nyomdokain haladó fiatal, radikális értelmiségiek sokszínű, sőt ellentmondásos programmal és kiadványokkal jelentkező, elsősorban egyetemistákat tömörítő szervezetéhez. A Társaság tevékenységi körébe illesztette a rendszeres és komoly „falukutatást”. Kodolányi előadásokat tartott és részt vett a vitaesteken (először e körben beszél az egykeproblémáról, az 1927. december 14-ei esten), írásai jelentek meg a társaság negyedéves szemléjében (az Új Magyar Földben) és antológiájában (Ifjú szívekben élek). 1930-ban azonban Fábián Dániellel, József Attilával, Gál Istvánnal együtt kilépett, mert a társaság véleményük szerint nemzetiszocialista befolyás alá került.
Az országhatárok sem tartották vissza Kodolányit. 1929 nyarán Pozsonyba ment (s később is többször visszatért ide), felvette a kapcsolatot a népi mozgalom egyik legfontosabb határon túli szervezetével, a Sarlóval, kicserélték eszméiket, cikkeiket, írt a Vetés c. újságba. A városban felkereste az emigrációban élő Barta Lajost is, akinek nyáron indult kétheti folyóirata, az Új Szó közölte az író cikkeit (Pozsonyi élményeiről Délibáb c. elbeszélésében és Vilma három szerelme c., 1930-ban megjelent kisregényében is írt).
1931. november 29-én, Debrecenben az Ady Társaság rendezésében került sor a Déri Múzeumban rendezett közös előadói estre. A társaság a Nyugat második nemzedékének népi szárnyának kiemelkedő fiatal íróit kívánta bemutatni, a választás Kodolányira, Németh Lászlóra, Illyés Gyulára, Szabó Lőrincre és Erdélyi Józsefre esett. A „népi gondolat” legjelentősebb képviselőinek egységes fellépése először találkozott a nem a népi eszme mellett elkötelezett hallgatóság soraiban osztatlan elismeréssel, s ahogy Tüskés Tibor írja: „Egy egész írói nemzedék döbbent rá, hogy felnőtt a maga közönsége, hogy szavára odafigyel az értelmiség, a középosztály színe- java és a diákság. (…) Íróknak és közönségnek ez az egymásra találása eredményezhette csak igazán a népi írók öntudatra ébredését és nemzedékké szerveződését.”
Németh László először a Nyugatban próbálta végezni szervező- és népszerűsítő munkáját, cikket írt debreceni élményeikről, Erdélyiről és Illyésről; de mielőtt Kodolányira sor került volna, Babits elzárkózott a cikksorozat folytatásától. 1930-as cikkeiben Babits még a népi írókat – Erdélyit, József Attilát név szerint megnevezve – támogató cikkeket írt, hangsúlyozva, hogy bár ő és ezek az ifjú tehetségek „más-más utakon járnak”, a „líra jövendő útját” ő is arrafelé sejti, amerre ők indultak.  Részben személyi, részben esztétikai és „világnézeti” (ld. például az irodalom vagy a Nyugat szerepéről való felfogásuk különbségét) ellentétek miatt (kifejezett „személyes” konfliktusokba kerül Erdélyi Józseffel (1933), József Attilával, Németh Lászlóval, Kodolányival, de mindenekelőtt persze a szerkesztőtárs Móricz Zsigmonddal) végül mégis bekövetkezett a Nyugat-holdudvar „népiekre” és „urbánusokra” szakadása. A Nyugat és Németh közötti szakításban Németh László Magam helyett c. 1943-as tanulmánya szerint (Török Sophie ügye és más ügyek mellett) Kodolányi személye is szerepet játszott. A „Nyugat első nemzedéke” részéről az eszmei szakítás elsősorban Babits Mihály egyik, a „parasztregényt” és naturalizmust bíráló írásában következett be (ez a "népi irodalom" kezdetének Németh írásai mellett egy másik számontartott korszakhatára). Babits bíráló sorait Kodolányi kifejezetten „magára vette”, és nem mulasztotta el a tőle megszokott kemény és kérlelhetetlen (sőt, talán igazságtalan) hangnemben megtámadni. De szintén vérig sértette Babits „realista novellája”, a Bodri és Pityu is (1930), amely semmiben sem különbözik Karinthy Frigyes „népiesch” Móricz-paródiáitól, s amelyet Kodolányi teljes joggal a Sötétség és hasonló írásai paródiáinak értelmezett (VT, 116. old.). Kodolányi szövegezte a népi írók közös programiratának, a Debreceni Káténak (1933) első változatát, ezt a rögtönzött és „homályos” szöveget társai nem fogadták el, a végleges szövegezés Németh munkája.

### A munkásmozgalommal való szorosabb kapcsolata (1929–1932)
A Bartha Miklós Társaság működéséről készült rendőri jelentésekben a „baloldaliak” közt szerepelt, József Attilával és Nagy Lajossal együtt valóban annak szocialista elveket valló tagjai közé tartozott. Az író állítása szerint 1929-ben, a gazdasági válság idején csatlakozott az illegális kommunista párthoz, aminek fehérvári barátja, Fáy Árpád is tagja volt. Szemináriumi előadásokat tartott kárpitosoknak, illetve felolvasásokat a Bartha Társaság tagjainak. Illyéssel és József Attilával sikertelenül próbált folyóiratot indítani (a nyomdában a rendőrség elkobozta), részt vett a 100% megszüntetésétől tartva (Tamás Aladárt, az egyik szerkesztőt letartóztatták) megindított kommunista szellemiségű Forrás szerkesztésében Gereblyés Lászlóval; de ez is néhány számot ért csak meg.
A legtettenérhetőbb kapcsolata a baloldallal részvétele volt a kolozsvári Korunk c. lap írásában. Első cikke 1929 végén jelent meg ebben, 1931 végéig főleg tanulmányokat írt bele. Személyes ellentétei azonban egyre szaporodtak (például Nádass Józseffel, a lap magyarországi képviselőjével, aki Gaál Gábor szerkesztő kérése ellenére nem volt hajlandó Kodolányitól cikkeket kérni, majd amikor Haraszti Sándor egy Kodolányi-cikket adott neki, Nádass kilépett a vállalkozásból). A Korunkban és később, máshol is kritikák érték Kodolányit azért, mert a Nyugatba is ír, különösen fájdalmas volt számára hajdani barátai, a szovjet emigrációban élő Gergely Sándor támadása (bár ő 45-ben „kibékült” az íróval), illetve Fáy Árpádé (a 100%-ban), aki anarchizmus terjesztésével vádolta. Lukács György Vajda Sándor álnéven bírálta Kodolányi „romantikus antikapitalizmusát”. Szellemi kísérletező kedve (a marxizmus és freudizmus összebékítésén gondolkozott), szélesebb látóköre, nemzeti elkötelezettsége és ideológiai határokon átlépni tudása messze kilógott a szemellenzős, türelmetlen légkör jellemezte mozgalomból, kérlelhetetlen, keserű makacsságával, nehéz, vitázó természetével sok ellenséget szerzett, majdani szakítása már korán előre látható volt. A szakításban szerepet játszhatott, hogy a Gömbös-kormány hatalomra kerülése (1932) után bekövetkező határozott kommunistaellenes intézkedések (a párt legális és illegális folyóiratainak betiltása, a Matuska Szilveszter merénylete utáni statárium) miatt a mozgalom elvesztette maradék súlyát, lehetőségeit is, de kétségtelen szerepe volt az 1931-es „Proletárírók Platformtervezetének” is, ennek megjelenése után a Korunk és más kommunista lap sem állt szóba Kodolányival, s amely tervezet őt, csakúgy, mint József Attilát és Illyés Gyulát, írói minőségében elítélte. Ez a moszkovita emigránsok (Barta Sándor, Hidas Antal, Illés Béla, Madarász Emil, Matheika János és Zalka Máté) által összeállított dokumentum – pontos címe: A magyar proletárirodalom platformtervezete – Illyéssel együtt „a válságba jutott kispolgári intelligencia írójának” minősítette Kodolányit, József Attilát „fasiszta útkeresőnek”). Az író 1968-as visszaemlékezéseiben a Platformtervezetet, személyi ellentéteket, a Móricz Zsigmond és József Attila elleni, kommunista folyóiratokban (például Sarló és kalapács) megjelent, „elfogult és hangadó” személyek jegyzette írásokat, azonkívül Kodály Háry János c. művének „lefasisztázását” és a sztálini eszmék eluralkodását említi konkrétan, mint a mozgalomtól való eltávolodásának (pontosabban: a mozgalom tőle való eltávolodásának) főbb, illetve példaértékűbb okait.

### Az IGE (1932–1944)
1932-ben Somlyó Zoltán, Pakots József, Leleszy Béla, Terescsényi György, Kodolányi és mások szervezőmunkájának eredményeképp megalakult az Írók Gazdasági Egyesülete, azaz IGE; amely a magyar írók gazdasági és jogi érdekeit védeni kívánó szervezet kívánt lenni. Kodolányi óriási szervező- és népszerűsítő munkát végzett (sokakkal vitázott, összeveszett, megegyezett; felolvasott, támogatást kért vagy utalt ki, titkárként adminisztrált, utazott, írt, szónokolt) az Egyesület érdekében; amely rendszeres vitákat kezdeményezett, előadásokat, táborokat tartott. Az író 1932-ben, a megalakuláskor a szervezet titkára lett Terescsényi Györggyel, később főtitkár lett, 1944-ben pedig társelnök. A társaság nevét is Kodolányi adta.
Pakots József halála Móricz Zsigmond, a szervezet társelnöke töltötte be az elnöki tisztséget, ám ez csak egy darabig hozta még közelebb egymáshoz a két „népi írót”. Kodolányi utólagos visszaemlékezései szerint a sokszor tétovázó, sokszor ábrándokat kergető Móricz elnökségével válságba jutott a szervezet. E „válság” hamarosan személyes ellentétekbe is torkollott. Móricz Majthényi György író személyében „adminisztratív titkárt” nevezett ki, akinek feladata, mint kiderült, a titkárok lillafüredi íróhéten állítólagosan történt „sikkasztásainak” kivizsgálása lett volna. A képtelen vádra válaszul Kodolányi az összehívott választmányi ülésen egy Móricz addigi tevékenységét erősen bíráló beadványt terjesztett elő, felajánlva a titkárok lemondását, sőt a szervezetből való távozását. A választmány két titkos szavazással (mindössze egy-egy ellenszavazattal) elfogadta Kodolányi beadványát, továbbá biztosította a titkárokat bizalmáról. Kodolányi a Magyar Élet c. lap 1942. szeptemberi számában megjelent Móricz-búcsúztató cikkében (amit a Visszapillantó tükör c. írásában is közreadott) az adminisztratív titkárt nevezi meg a sikkasztáskivizsgálási ügy értelmi szerzőjének, azonban a Visszapillantó tükör további oldalain található az ügy részletesebb leírása, amely ezt az interpretációt nem feltétlenül erősíti meg. Részletesebben ld. itt. Móricz lemondása után megoldódott a szervezet elnökválsága, és az IGE egészen 1944 áprilisáig működött, mikor is a németek betiltották.
Ennek ellenére Kodolányit később (halála után) is érték támadások az IGE-beli szerepe miatt. Ezek végleg csak 1980-ban szűntek meg, mikor előkerült sok olyan, a háborúban elkallódott, a szervezet működését dokumentáló irat, jegyzőkönyv, amelyek alapján Kodolányi védekezései igazolhatónak bizonyultak.
Az IGE kapcsán ismerkedett meg Kodolányi a kisgazdapárti Bajcsy-Zsilinszky Endrével. Ez még a „sikkasztás-ügy” előtt történt, mikor Móricz alkalmatlanságára és más elfoglaltságaira hivatkozva először „lemondott” az elnökségről. Egyes IGE-tagok Ugron Gábort, mások Bajcsy-Zsilinszkyt jelölték meg új elnöknek, de Móricz nem kívánt dönteni köztük, így egy időre még vállalta az elnökséget. Móricz második – vagy: végleges – lemondása után Ugron lett az elnök, Bajcsy-Zsilinszkyt pedig alelnöknek választották.

### A sikeres író
A 30-as évek elején az 1921–22-es fordulathoz hasonló fordulatok következtek be Kodolányi életében. Legbefolyásosabb jó barátja és támogatója, Mikes Lajos 1930-ban Bécsben meghalt. A Nyugat urbánus szárnyával sosem volt jó viszonyban, 1933-tól, Móricz Zsigmond távozásától kezdve pedig semmit sem írt a lapba (a Nyugat 1937-ig még Illés Endre kritikáit sem engedi megjelentetni azok „túlzóan elismerő” hangja miatt, ld. Apám 43.), de kapcsolata Móriczcal is megromlott. A radikális baloldallal is szakítani volt kénytelen. Mégis, anyagi helyzete ekkoriban kezdett lassan rendeződni. Regényeit, novellásköteteit, ha sok nehézség után is, de kiadták (és a múlt tapasztalataiból tanulva ezek honoráriumát már nem tőzsdézte el, mint a Börtön c. könyve díját régebben). A 30-as évek közepén Pasarétre, emberhez méltó körülmények közé költözhettek. A 30-as évek vége felé drámái és tatárjárás-regényei anyagi elismertséget és még nagyobb népszerűséget hoztak az írónak. Küszöbe előtt az olvasók (egész az Író haláláig) névtelen köszönőleveleket és adományokat hagytak (például: „A Julianus barátért, Isten nevében”). Az író Kéklámpás szobák c. írásában, mikor korszakokra osztotta életét, az 1926–1933 közti korszakot nevezte élete egyik legzavarosabb korszakának, mikor minden bizonytalanná vált benne.
1934-ben Miklós Andor „sajtócézár” a Magyarország (az Est-lapok délutánonként megjelenő tagja) főszerkesztőjének a népi írókkal rokonszenvező Zilahy Lajost kérte fel, megnyitva a lapot a népi írók előtt. Zilahy Bajcsy-Zsilinszkyt alkalmazza vezércikkírónak, Féja Gézát állandó cikkírónak, Kodolányit pedig ülőszerkesztőnek. Kodolányi bevallása szerint a Magyarország oldotta meg először filléres kenyérgondjait, állandó állást jelentve. Tavasszal az író „baranyai utazásra”, ormánsági útra vitte Bajcsyt és Talpassy Tibort. Meglátogatták Fülep Lajost zengővárkonyi otthonában, a kihalófélben lévő magyar falvakat: Vajszlót, Besencét, Kákicsot. Útitársait megdöbbentette az ott látható „autogenocídium”. Az utazásról beszámoló cikksorozat csak 1941-ben jelenhetett meg teljes formájában könyv alakban Baranyai utazás címmel, német nyomásra sem a Magyarország, sem az Athenaeum nem vállalta a kiadását, bár a Magyarországban kiadott néhány részletet a Szabadság c. lapban további részletek követték. Részben ez a cikksorozat, részben Illyés Pusztulás c. Nyugat-cikke hívja fel a közvélemény figyelmét a parasztság szociális helyzetére és Magyarország népesedéspolitikai problémáira.
1943-ban Farago Gábor altábornagy kérésére elkészített egy nyolcvanoldalas memorandumot (aláírásával ellátva) a titkos fegyverszüneti tárgyalások megkezdéséhez, amit az altábornagy ifj. Horthy Miklósnak adott át. Ezzel Kodolányi helyzete a lehető legveszélyesebbé vált, a németek számára nemcsak ellenséges írót, hanem veszélyes politikai tényezőt jelentett. Faragho utasította a kenesei csendőrőrsöt, hogy ha tudtukra jut az író letartóztatásának híre, előzzék meg a németeket, és tartóztassák le, ez végül nem történt meg. 1944 októberében már folytak Moszkvában a fegyverszüneti tárgyalások, október hetedikén előre megbeszélt szövegű táviratot kap Faraghotól, ami azt jelzi, azonnal menekülnie kell Pestre. Később családja is követte, így Budapest ostromát a városban élték át.

### Az Új Szellemi Front
Komoly hivatalos választ a népi írók kérdéseire először Gömbös Gyula adott 1935-ben, aki, noha nem vette őket igazán komolyan, leült velük tárgyalni. A kormány támogatásával jött létre a Zilahy által meghirdetett Új Szellemi Front nevű kezdeményezés. Ez erősen megosztotta az írótársadalmat. Kritikusai (például József Attila) szerint ez a népi mozgalom politikai korrumpálódását jelentette, az Új Szellemi Front hívei (például Kodolányi, Szabó Lőrinc és Németh László, akik körében Gömbös szintén nem örvendett osztatlan népszerűségnek) szerint viszont ez is egy lehetőség a nemzet életbevágó kérdéseinek megoldására. Mint a Holt lelkek c. cikkben írja: „S a parancs állandóan a fülemben suttog: szövetkezz az ördöggel is, ha veszendő magyarságunk érdeke megkívánja, de fordíts hátat a hárfázó angyaloknak is, ha cserbenhagyják ennek a népnek alapvető követeléseit”. A Szellemi Front azonban elhalt, miután hívei felismerték, hogy nem képes követeléseiket megvalósítani, ellenben Gömbös hatalmi érdekeit szolgálja. Kodolányi az utolsók között ábrándul ki a mozgalomból.
A munkásmozgalomból és a hivatalos népi mozgalomból való kiábrándulása is oka finnországi utazásainak, amelyeket 1936 és 1938 között tesz.
A népi írókhoz közeledve, a munkásmozgalomtól személyi és ideológiai okok miatt is eltávolodott. A 30-as évek közepére gyakorlatilag teljesen megszakad kapcsolatuk. Zárt tárgyalás c., elbeszélés alakjába öltöztetett cikkében (Budapest, 1943) egyaránt elutasította a „polgári”, „kapitalista”, „álkeresztény” liberális demokrata, a náci-fasiszta és a kommunista álláspontot; szembeállítva a lelki-szellemi alapon szerveződő kultúra fogalmát az anyagi alapon szerveződő civilizációval, és kritikusan fordulva szembe az utóbbival és annak mindenfajta dogmatikus igazolásával. E cikk, amelyről Veres Péter írt bírálatot (Magyar Csillag, 1944. március 15.), a radikális baloldallal való végleges szakítását és elhallgattatásának kezdetét jelzi, noha annak moszkovita szárnya már az 1931-es Platformtervezetben „lemondott róla”.
A második világháború korai éveiben nacionalista mozgalmakat is támogatott, bár Hitler-ellenességét ekkor is következetesen fenntartotta. A második világháború alatt írt cikkeiben, beszédeiben mindinkább érződik a fajelmélet és a „népi életösztön” ideológiája. Elutasította a németbarát fasizmust, de cikkeket írt a szélsőjobboldali Turul Bajtársi Szövetség hetilapjába, a 'Nemzetőrbe, egy ideig a főszerkesztői tisztet is elvállalta (1939 júliusától 1940 márciusáig). A második világháború után önkritikusan fordult szembe korábbi, a II. világháború alatt hirdetett „téves” nézeteivel (Független Ifjúság, 1946. január).
1932-ben az Írók Gazdasági Egyesülete (IGE) megszervezésének egyik kezdeményezője, titkára, majd főtitkára, később társelnöke volt 1944-ig.
Egyik vezető egyénisége volt a népi írók mozgalmának, részt vett a Válasz c. folyóirat szerkesztésében, rokonszenv fűzte Szabó Lőrinchez, Németh Lászlóhoz és Tamási Áronhoz. 1934-ben bejárta az Ormánság falvait, ekkor írta Baranyai utazás című irodalmi szociográfiáját, amely 1941-ben jelent meg.
Az 1930-as évek második felében öt alkalommal járt Finnországban, utazásairól Suomi, a csend országa című útirajzában és Suomi titka című naplójában számolt be. Az őstörténet és a magyar történelem honfoglalás kori évszázadai elevenednek meg a 30-as években írt regényeiben.
1937-ben "végre" megkapta a Baumgarten-díjat. Basch Lóránt (kurátor) mindig Kodolányi mellett foglalt állást (még lakására is elhívta). Barátai, elsősorban Németh László "levélben, telefonon, személyesen", "egész a gorombaságig" elmenve ostromolták Babitsot (akié a döntő szó volt akkoriban), hogy ítélje oda Kodolányinak is a díjat. Babits, aki Kodolányiban Móricz-huszárt látott (bár Móriczot afféle zseninek tartotta, követőitől és azok befolyásától viszolygott, és nevezetes 1933. február-i Nyugat-cikkében „leszólta” őket), erre 1937-ig, Kodolányi Móriczcal való szakításáig nem volt hajlandó. Kodolányi szerint a díj odaítélésében Németh és a Móriczcal való szakítás mellett döntő jelentőségű lehetett Schöpflin Aladárnak a XX. sz. magyar irodalmáról szóló tanulmánya[forrás?], amelyben A Vas fiai c. regényt "a legjobb történelmi regények mellé helyezte".
Az 1943-as balatonszárszói írótalálkozón a megnyitó beszédet ő mondta, de a világháború időszakában készült írásai sok ellentmondás és vita forrásai voltak, de mint már említettük, a háború után önkritikusan fordult szembe korábbi téves nézeteivel.

### A háború után (1945–1955)
A 30-as évek végén a Végrendelet című dráma tiszteletdíjából megvásárolta balatonakarattyai villáját. Kezdetben csak nyaranta használta, de 1949-től végleg ide költözött. Szabó Lőrinc, Tamási Áron, Várkonyi Nándor és mások is meglátogatták otthonában. Kiterjedt levelezése kötötte a külvilághoz Akarattyán. A villa falán ma tábla őrzi emlékét. Súlyos anyagi gondokkal küszködött, egészsége is egyre romlott. Ezekben az években Jézusról szóló nagy regényén dolgozott.
1945-től kezdve, mint annyi más tehetséges írótársát, például Németh Lászlót, Szabó Lőrincet, Illyés Gyulát a Rákosi-diktatúra elhallgattatta, a kezdődő és a fasizmussal kapcsolatban teljesen ártatlan embereket is sújtó „boszorkányüldözés” elől (amelyet nem is kizárólag kommunisták, hanem olyan „polgári” írók, közírók, mint Zilahy vagy Zsolt Béla kezdeményeztek) balatonakarattyai villájába vonult vissza.
Kodolányi – annak ellenére, hogy élete közepére sokan csak A Nagy Kaméleon néven emlegették – a népi mozgalom más íróival ellentétben – nem akart és nem is tudott a Rákosi-rendszer kiszolgálójává lenni, és ezért hosszú évekig hallgatásra kényszerült (állítólagos "fasiszta" múltjára hivatkozva). Az 1953-ban kezdődött Nagy Imre-korszak azonban 1954-re elegendő enyhülést hozott ahhoz, hogy a politikai megfontolások, vagy indulatok, de sokszor talán személyes sérelmek által is motivált támadásokat (újságcikkek, rádiónyilatkozatok) az író személyének megnyerése iránti puhatolózás váltsa fel.
A Nagy Imre nevéhez köthető enyhülés adott lehetőséget a változásra. 1953 nyarán Rákosit és Révait menesztették a miniszterelnöki ill. népművelési miniszteri posztról és helyükre a szolidabb politikát folytató Nagy Imre, ill. a volt népi író Darvas József került, bár Horváth Márton az Agitációs és Propaganda Osztály (AGO, a magyar kultúra jelentős irányítója) élén tovább maradt, és a régi vonalat változatlanul igyekezett fenntartani Révai véleményének figyelembevételével (maga Révai is tagja maradt a Párt Központi Vezetőségének, csak „politikai bizottsági” tagsága szűnt meg). A kulturális életben (tehát az irodalmi életben szintúgy) mégis lassú – visszarendeződésekkel tarkított – változások következtek be, s ezek még a leghithűbb kommunista írók köreiben is okoztak némi zavarodottságot.
Az írószövetségben a „népi kommunisták” és egyéb baloldaliak (mint Kassák Lajos), legalábbis tekintély és szabadság szempontjából, nagyobb erőre kaptak a moszkovita irányvonallal szemben. Olyan írók, akik addig távoltartották magukat a Szövetségtől, mint például Illyés Gyula, határozottabb közéleti tevékenységet kezdtek folytatni. Bizonyos személyek, akik a politikai hatalomhoz – de nem feltétlenül a Rákosista „fővonalhoz” – közel álltak, vagy kiadók, lapok élén, az írószövetségben megmaradva, Kodolányinál nagyobb tekintéllyel, sőt befolyással rendelkeztek – mint Veres Péter (1954 elejétől az Írószövetség elnöke), Haraszti Sándor, vagy Illyés Gyula, Király István és Zelk Zoltán – többször próbáltak az író nehéz sorsán enyhíteni (a kommunisták legtekintélyesebb és hozzájuk legközelebb álló szövetségesét, Veres Pétert nem is mulasztották elmarasztalni az AGO írószövetségi képviselői; de a segítő szándék különféle megvalósulásait Kodolányi János barátaival való levelezése vagy Júlia lánya Apám c. könyve is rögzítette – például Veres Péter 1953 nyarán 800 forintot küldött a saját számításai szerint kb. havi 2000 Ft-ból gazdálkodó írónak, Illyés pedig ez év telén 3000-et).
Veres Péter és Illyés Gyula már 1952 tavaszán és őszén is felvetették (Kodolányi barátjához, a pécsi kultúrtörténész Várkonyi Nándorhoz március 6-án és október 15-én írt levelei tanúsága szerint), hogy Kodolányinak „ideje lenne kilépni” a hallgatásból, „visszatérnie a szellemi életbe”; ezt a balatonakarattyai házába visszavonult íróval is közölték, mikor meg-meglátogatták). Az írószövetségi „Kodolányi-hívek” (elsősorban Veres és Illyés) számára azonban a Nagy Imre-féle „új szakasz” 1954 nyarára adott valódi lehetőséget a gondolat megvalósítására; ekkor újra puhatolózni kezdtek az író szándékairól: akar-e visszatérni a közéletbe; kérték feltételeit.
Kodolányi Várkonyihoz szóló 1954. április 9-ei levelében a „semmi nyilatkozat, semmi hozzáfűzés, semmi magyarázat” feltételét szabta, s hogy kiadandó írásai úgy jelenjenek meg, ahogy megírta őket; az írószövetségbe belépni nem kívánt („belépni akkor sem akarok, ha fölszólítanak rá”), minden nyilvános szereplés elől el kívánt zárkózni („életemben először hivatkozva beteg lábamra!”). Felvetette „nagyobb elbeszélései gyűjteményének” („Sötétség, Böbék Samu, Fújd!, József, az ács stb., Szép Zsuzska és Börtön egy kötetben”), ezen kívül a Vas fiai és a „Buborék” kiadását. Terve az volt, hogy egyelőre egy kötetet adjanak ki, s annak honoráriumából s „netán havonta folyósítandó szerényebb összegből tisztességesen” megélne „egy ideig”.
Illyés és Veres ezt követő ajánlata (ezeket Kodolányi 1954. május 18-ai levelében írta meg Várkonyi Nándornak) azt tükrözi, hogy azok, akiknek Veres és Illyés továbbították e feltételeket felsőbb szintű meggondolásra, nagy vonalakban elfogadták azokat: 1). A visszatéréssel kapcsolatban semmiféle magyarázat, nyilatkozat nem szükséges, sőt kerülendő bármely fél részéről; 2-3.). „a múlt és jelen közti folytonosság helyreállítása céljából”, kiadnak egy novellaválogatást Kodolányitól; 4). Kodolányi beléphet az Magyar Írószövetségbe és az Irodalmi Alapba.
A két barát (Várkonyi is hasonló helyzetben volt, neki is megígérték művei kiadását) hónapokig habozott, gondolkodott azon, a „paktum” korrekt-e, nyilvánosságra lépése segíteni fogja-e Illyésék nemesebb céljait, illetve a diktatúra pusztulását; vagy pedig a rendszernek kedvez. Kodolányi a hivatalos hírforrások egy részétől elzárva, balatonakarattyai háza viszonylagos magányában is elég jól mérte fel a helyzetet:
„Péter részben igazat mond, de részben, szokása szerint, elhallgat valamit, azt ugyanis, hogy ellenfeleim mindent megtesznek az ügy elgáncsolására. Nem baj, tegyék, hátráltatni tudják csupán, elbuktatni nem.” (Kodolányi 1954. május 18-ai levele Várkonyihoz)
Válaszleveleiben (1954. május 24. és július 24.) a pesszimistább Várkonyi is kifejezte kételyeit. Veres Péternek azt a kérését, hogy vegyen részt az írókonferencián, sőt szólaljon fel, Kodolányi határozottan elutasította.

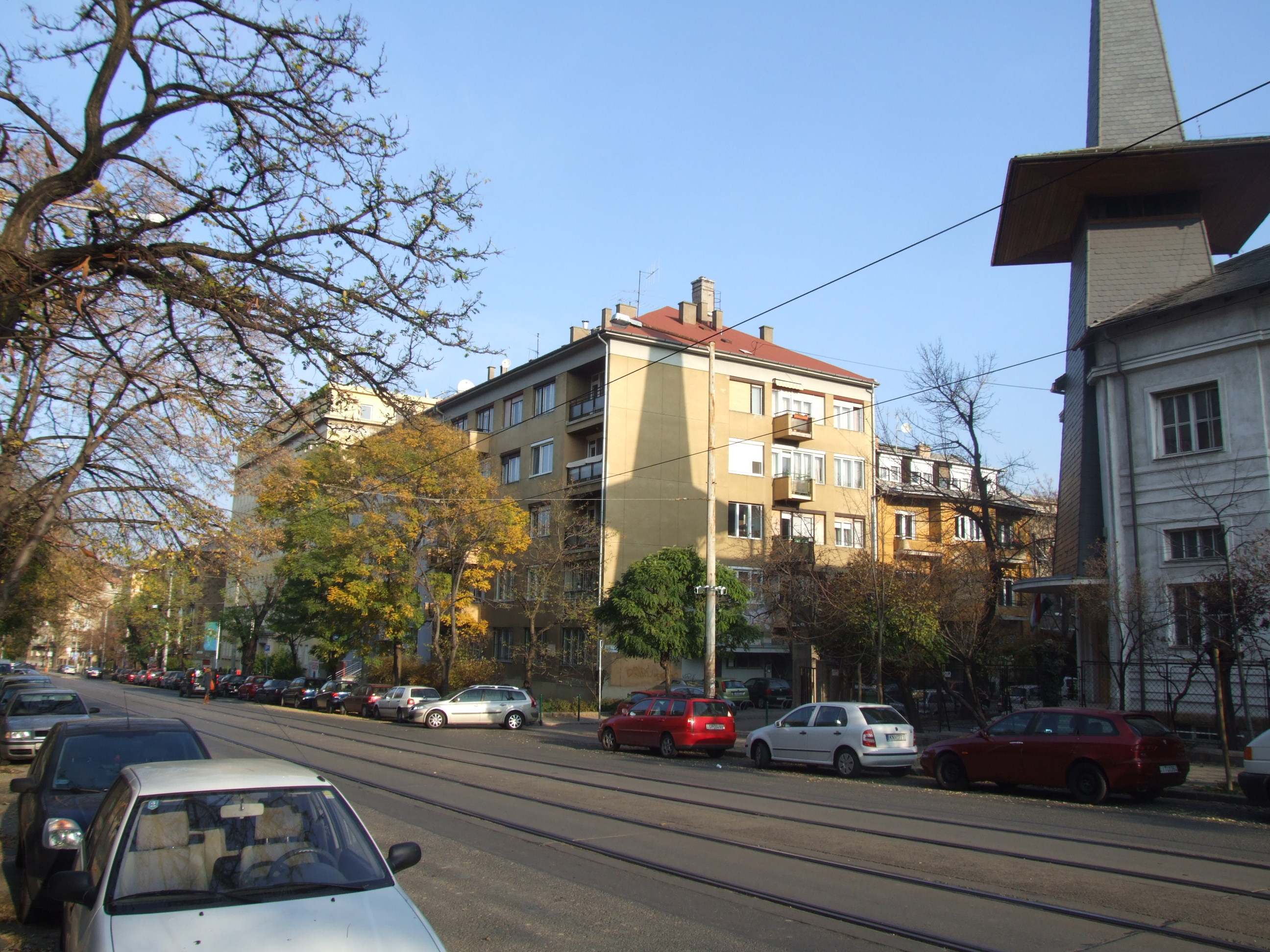
Élete utolsó éveit ebben a -németvölgyi- Böszörményi út, Beethoven (akkor Gaál) utca sarkán álló házban töltötte. A református templom halála után kapott tornyot

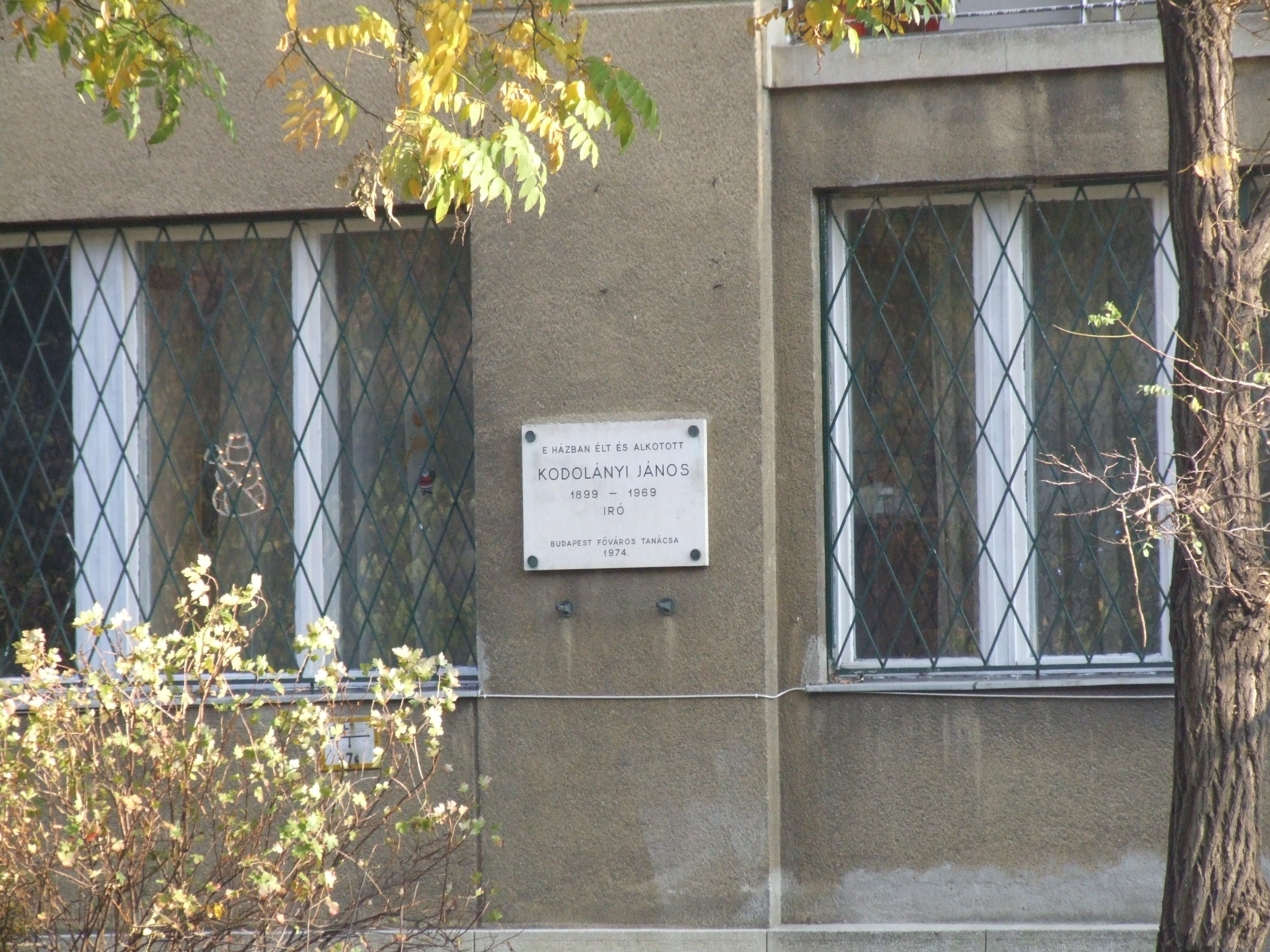
Emléktábla a ház falán

Veresék valóban többször voltak kénytelenek ígéreteiket megszegni, az írószövetségbe való felvétel ötletét övező heves moszkovita ellenállást Kodolányi a valóságnak megfelelően sejtette meg; a folyamat hónapokig eltartott; Veres Péter pedig különféle okok miatt (Várkonyi magyarázata szerint, írói féltékenységből) húzódozott az ötlettől, hogy – amit Kodolányi feltételül szabott – a „Buborék” munkacímű, később (1956-ban) Boldog békeidők címen megjelent regényt kiadják. Majdnem meghiúsította a megegyezést – többek között – a novellaválogatáshoz írandó Előszó kérdése, amelyet Veresék csak többszörösen cenzúrázva („véglegesítve”) voltak hajlandóak elfogadni (az általuk ajánlott végső formát Kodolányi „vakarmánynak” minősítette); a kötetet anyagi okok (Kodolányi szerint 18 000 akkori forint differencia) miatt pedig II. kiadásnak akarták tekinteni, „noha 12 év óta nem jelentek meg a benne lévő írások, akkor is csekély példányszámban, a maradékot, mint tudod, zúzdába küldték s most nem lehet kapni egy példányt sem […] ám tetejébe húznom kellett a Szép Zsuzskából Lenin nevét meg a »zsidó« szót mindenünnen, s újabban hallom, a Küszöb néhány mondatát is heréltetni akarják. De mindezt nem írják ám meg levélben, csak üzengetik […].” (Kodolányi Várkonyihoz, 1954. október 16.)
Hosszas tárgyalások után – amelyekben közvetítőként az író egykori barátja, Veres Péter szerepelt, Kodolányi "segédje" pedig a levélben tanácsokat adó Várkonyi Nándor volt – sikerült elfogadható kompromisszumot kötni (ennek feltételeit Várkonyi így fogalmazta meg: "1. szövegeinket meghamisítani, valamint beleírni ne engedjünk; 2. bűnvallomást nem teszünk; Canossát nem járunk; 3. a rendszert semmilyen formában nem magasztaljuk"). Végül engedélyezték Kodolányi egyes műveinek kiadását. A Kádár-rendszer ötvenes éveinek végén az író visszatérhetett az irodalmi életbe, és tagja lett a Magyar Írószövetségnek is. A rendszer kulturális illetékesei, többek közt radikális baloldali szemléletű korai írásaira hivatkozva, fokozatosan el tudták őt fogadni és fogadtatni mint afféle "különc" írót és gondolkodót, az aczélosodó „Három T”-kultúrpolitika rendszerében hivatalosan elég egyértelműen a „Tűrt” kategóriába tartozott (noha ennek ellenére, néha azért megtámadták). Életműkiadása is megkezdődhetett. A napi politikától azonban távol maradt, személye és világszemlélete pedig elég távol állt ahhoz a hivatalos materialista filozófiától és irodalomszemlélettől, hogy szerencsésen elkerülhesse a rendszerrel való elvtelen együttműködés látszatát.

## Utolsó évei (1955–1969)

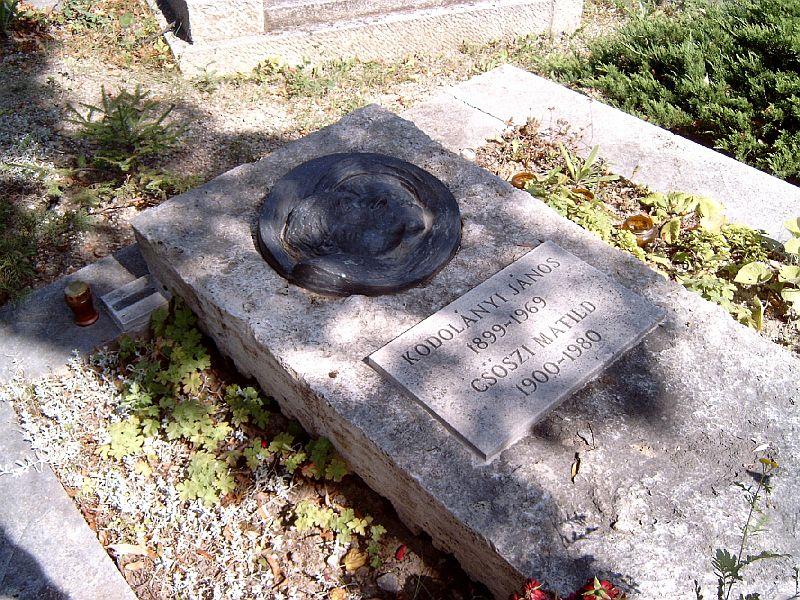
Kodolányi János sírja Budapesten. Farkasréti temető: 35-1-67/68. Somogyi Tamás alkotása.

1955-ben tért vissza az irodalmi életbe, tagja lett az írószövetségnek. Éltek, ahogy tudtak címmel megjelentek válogatott elbeszélései. 1956 tavaszán súlyos szívbetegséggel Balatonfüreden gyógykezelték (a forradalom rövid időszakát is itt tengődte át, súlyos betegen). 1957-ben az Égő csipkebokor című regényével kezdődött el életmű-kiadása. Ekkoriban egyre többet betegeskedett, szívbetegsége mellett cukorbetegsége is súlyosbodott. Ebben némileg ő is közreműködött, ugyanis mind a pacemakert, mind az inzulinos kezelést elutasította.
Gyakran megfordult Nemesgulácson, ahol a nagyapjának birtoka volt. Elsüllyedt világok és Visszafordulás című műveinek Nemesgulács a színhelye.
A Finn Köztársaság a Finn Oroszlánrend lovagkeresztjével tüntette ki (1967).
Nem sokkal halála előtt hivatalosan visszatért a katolikus egyházhoz (1968).
Cukorbetegségének (diabetes mellitus) egyik szövődménye végzett vele Budapesten, 1969-ben. Temetésén, augusztus 18-án, a Farkasréti temetőben Veres Péter búcsúztatta.
1990-ben posztumusz Kossuth-díjjal tüntették ki.

## Irodalmi munkássága
A realizmus, sőt naturalizmus tipikus jegyeit magán viselő novelláiban, kisregényeiben általában a tragikus helyzetű, az egykerendszer fenntartásával a kollektív öngyilkosságba menekülő magyar kisparasztságot, illetve a gazdaságilag és érzelmileg deklasszálódó magyar középosztályt ábrázolta: ő volt az elsők egyike, aki a ma is fennálló és súlyosbodó demográfiai problémára, a magyarság vészes fogyatkozására, öregedésére, öngyilkos népesedési szokásaira felhívta a figyelmet. Radikális hangvételű publicisztikái és nemegyszer novellái ezen kívül a korabeli, a nagyhatalmak szorításában vergődő két háború közötti Magyarország társadalmi problémáira keresik a megoldást, de gyakran gyakorlati jelentőségű, ugyanakkor igen mély irodalom- és társadalomelméleti, etikai, filozófiai problémákat is boncolgatnak.

### A novella- és kisregényíró
1922-es Budapestre költözése után nem sokkal abbahagyta a versek írását.
Korai és azonnal feltűnést keltő kisebb regényei (Szép Zsuzska, Börtön, Kántor József megdicsőülése) a legjobb értelemben vett baloldali érzelmű, forradalmi indulatú, keményen naturalista írónak mutatják. Kodolányi ebben az időszakban írt kisregényeire, elbeszéléseire elsősorban a könyörtelen, az író mindennapi életének nyomorú tapasztalataiból merítő, némiképp moralizáló, de a sematizmust általában elkerülni tudó naturalizmus volt jellemző (ld. #Novellák, kisregények). Az írások alaphangja gyakorta sötét, komor és szenvedélyes, bár ezt gyakran enyhíti irónia vagy teszi csípősebbé maró gúny. Hiányzik belőlük a fény, a derű, a szépség, a szeretet. Alakjai könyörtelenek, önzőek, kicsinyesek; mint a Sötétség vénasszonyai, vagy pedig kiszolgáltatott áldozatok. Előkerültek az önéletrajzi emlékek is, a háborúk és forradalmak borzalmai, a társadalmi ellentétek. Pár novella azonban talán inkább az újkori "utópia-irodalom" (Jonathan Swift) hangütésére emlékeztet (Sirámia, Fellázadt gépek), amelyekben megjelenik egyfajta szürrealitás, de e novellákban – akárcsak nyilvánvaló elődjükben, a Gulliver utazásaiban – még nyilvánvalóbban ütközik ki a moralizáló alapállás.
Ezekben a regényekben és az ez időben írt novellákban már megmutatkozik valóságlátásának könyörtelensége, morális haragja, „társadalmi javítóvágya”, ami jellemző lesz életművének nagy részére. A húszas évek második felében írt műveiben saját emlékei alapján ábrázolja a magyar középosztályt (Szakadékok, Akik nem tudnak szeretni, Futótűz, Feketevíz). Erkölcsi tartása és éleslátása azonban – akárcsak barátját, József Attilát – hamar eltávolítja a munkásmozgalmak párttá szerveződött formáitól. Hegedüs Géza szavaival élve:
„Egyre ködösebb elképzelésekkel az emberi lélekben igényli a megújhodást. Ez különösképpen a húszas évek végén írt, igen hatásos színműveiben nyilvánul meg (Földindulás, Végrendelet). A húszas években írt regények és drámák témavilága újra meg újra visszatér, egyre tragikusabban, s végül is – már a felszabadulás után – áll össze nagy társadalmi regénnyé, a Boldog békeidőkben.”
A novellaírást a Móriczcal való szakítás után hagyta abba, ezután nem írt jelentősebb elbeszélést.

### Útiélmények
A 30-as években nagy élményt jelent számára finnországi utazása. Több könyvet is ír tapasztalatairól. Nagy hatást gyakorol rá az északi „rokonok” mentalitása, életének természetközelisége, ahogyan életkörülményeiket a nehézségek ellenére is optimistán és határozottan megszervezik, és szinte eszményképet lát bennük a merőben más viszonyok közt élő magyar nép számára.

### Történelmi- és mítoszregényei
A 30-as években jutott el nagy történelmi regényeihez. Felidézte a magyar nép egyik legnagyobb múltbeli veszedelmét, a tatárjárást. Ezt a kort idézte fel három kitűnő regényében, A vas fiaiban, a Boldog Margitban és a Julianus barátban. A történetek erőteljessége, az alakok szemléletessége és az a különös kísérlet, hogy felidézze bennük a 13. század beszélt magyar nyelvét, sajátos varázsú remekművé teszi mind a három, egymással lazán összefüggő regényt. Még mélyebben szállt le a nemzeti múltba az Emese álma című, a honfoglaló magyarság korában játszódó trilógia megjelent két kötetében (a harmadik részt is megírta, de az elkallódott a háború veszedelmei közt). Ezt az ősi magyarságot idéző korszakát zárja Pogány tűz című drámája (1944).
A a szovjet hadsereg bevonulása után állítólagos fasiszta múltja miatt egy ideig nem jelenhettek meg művei. Valójában arról volt szó, hogy a hatalomra jutó kommunisták képtelenek voltak megbocsátani neki tehetségét[forrás?], valamint azt, hogy nem tartozik közéjük (például konzekvensen kereszténynek vallotta magát).
A kényszerű hallgatás éveiben megtanult héberül, és eredetiben olvasta a klasszikus zsidó irodalmat, járatos lett a Biblia világában. A bibliai múltat idéző regényeket írt; előbb a Jehuda bar Simon című, megragadó szépségű kisregényt, majd élete egyik főművét, a Mózesról szóló Az égő csipkebokort. Ezzel a témakörrel párhuzamosan érdeklődött a mezopotámiai ősi mondavilág iránt, amelynek hatása a Biblián is kimutatható. Ezekből az ősmondákból formálódott már visszahúzódó éveiben élete másik főműve, a Vízöntő (Vízözön címen is megjelent), majd Az égő csipkebokor nagyon is indokolt sikere (1957) után az Új ég, új föld.
Hegedüs Géza szavaival:
„Ezekben az ókori mítoszokban felismerte a nagy emberi mondanivalók örökké megújítható kifejezési lehetőségét. A mondák szinte képletszerűen fogalmazzák meg az emberi helyzeteket. És úgy látszik, Kodolányi útja éppen afelé vezetett, hogy az esetlegestől az egyre általánosabb érvényű felé haladjon. A húszas években naturalista volt, aki a körülötte tapasztalható kegyetlen világ részleteit ragadta meg. A harmincas években javarészt történelmi regényeket írt, amelyekben általánosabb érvényű emberi magatartásformákat fejezett ki. A negyvenes években eltévedt a politika útvesztőjében, de amikor súlyos öngyötrések árán újra magára talált, az ötvenes években eljutott a legáltalánosabbhoz, a szinte képletszerűhöz, a mondához. De remekművet tudott írni mind a három korszakában.”
Műveiből: Részben Veszprém megye területén játszódnak az alábbi regényei: Vas fiai, Bp., 1936. – Boldog Margit, Bp., 1934. és 1964. – Holdvilág völgye, Bp., 1942. – Az égő csipkebokor, Bp., 1957. – Vízválasztó, Bp., 1960. – Fellázadt gépek (elbeszélések), Bp., 1961. – Pogány tüzek, Bp., 1968. – Visszapillantó tükör, Bp., 1968.

## Emlékezete

### A rendszerváltás előtt és környékén
Életének alakulása folytán, bár évekig tartó hallgatás után visszatérhetett a Kádár-rendszer irodalmi életébe, Kodolányinak sikerült elkerülnie azt a látszatot, hogy elvtelenül együttműködik kommunista diktatúrával (ld. fentebb).
Halála után is érték azonban támadások. Az akkori idők kritikája elsősorban a kötelező materialista sablonoktól mentes mitikus regényeit támadta, amelyekbe sokszor explicit rendszerellenes kritikát látott bele (Szabolcsi Gábor jellemző véleménye szerint Kodolányi Új ég, új föld c. műve „a ma tagadása és az ember mélységes megvetése”). Különösen erős fanyalgás fogadta az Én vagyok c. Jézus-Júdás-regényt, hiszen az – Bulgakov szavaival élve – "megpróbálta becsempészni Jézus Krisztus apológiáját" az irodalomba. Az író halála után, 1972-ben kiadott műből kb. egy fejezetnyi terjedelmű anyagot cenzúráztak ki, de még így is teljes egésznek tekinthető (az újabb, 2002-ben megjelent kiadás már tartalmazza a "kivágott" részeket is).

### Könyvek
A rendszerváltás után, amit az író már nem érhetett meg, könyveit újra és újra kiadták, először a Püski kiadó, majd a Mundus kiadó, egy életmű-kiadásnak tervezett, de csak két kötetig eljutó sorozattal. Az életműsorozat kiadását a Szent István Társulat vállalta (egy bővebb listát az újrakiadásokról ld. itt). A Nap kiadó 2003-ban adta ki In memoriam sorozatának (írókról szóló válogatott publikációk) Kodolányival foglalkozó kötetét. Szabadabban kutathatóvá, közzétehetővé, így a szélesebb közönség számára is elérhetővé váltak olyan munkái is (például Várkonyi Nándorral való levelezése), amelyek hozzásegíthetnek munkássága, személyisége még mélyebb és többoldalú ismeretéhez és megértéséhez. Annak ellenére, hogy a baloldali eszmékkel életének és műveinek jelentős részében rokonszenvezett, nem is annyira az őt egyre jobban ünneplő jobb-, mint inkább baloldalról érték támadások.

### Emlékmúzeum
Az Ormánsági Vajszló községben, ahol Kodolányi gyermekkora egy részét töltötte és felnőttkorában is vissza-visszatért, található a Kodolányi János Emlékmúzeum (… honlapja …).

### A Kodolányi János Egyetem és intézet
A rendszerváltás után létrejött egy Kodolányi nevét viselő székesfehérvári főiskola, ma már egyetem (Kodolányi János Egyetem) és egy budapesti , illetve orosházi intézmény is, amely eleinte a magyar felsőoktatásban részt venni szándékozó külföldi, később határon túl magyar diákok nyelvi előkészítésével foglalkozott. Ez az intézmény 1997-ben a Magyar Nyelvi Intézet nevet vette fel (jelenleg Balassi Intézetként működik).

### Filmek és egyéb feldolgozások a rendszerváltás után
- 1994-ben Horváth Z. Gergely forgatókönyve és rendezése alapján 95:00 perces tv-film készült a Boldog békeidők c. regényből. Első adás: 1994. június 10.
- Julianus barát című könyvéből az 1991-ben Koltay Gábor magyar–olasz koprodukcióban készített sikeres filmsorozatot (a film eléggé közbeszéd tárgya lett ahhoz, hogy az ismert parodista, Gálvölgyi János érdemesnek tartotta, hogy paródiát készítsen róla).[52]

### Művei
- Hajnal. Költemények; Wessely-Horváth, Pécs, 1915
- Kitárt lélekkel. Versek; szerzői, Székesfehérvár, 1919
- Üzenet enyéimnek. Versek; Magyar Írás, Bp., 1921
- Szép Zsuzska. Regény; Athenaeum, Bp., 1925
- Kántor József megdicsőülése. Regény; Athenaeum, Bp., 1926 (Korunk mesterei)
- Tavaszi fagy. Egy foglalkozásnélküli ifjú Pesten; Grill, Bp., 1926
- Börtön. Regény; Athenaeum, Bp., 1926
- A hazugság öl. Memorandum Huszár Károlyhoz, a parlament alelnökéhez; Egyetemi Ny., Bp., 1927
- Akik nem tudnak szeretni. Regény; Magyarság, Bp., 1929 (A Magyarság könyve)
- Szakadékok. Regény; Athenaeum, Bp., 1929 (Korunk mesterei)
- Futótűz; Bernáth Tibor, Bp., 1929
- Két lányarc; Athenaeum, Bp., 1929
- Vilma három szerelme. Regény; Pesti Napló, Bp., 1930 (Kék regény)
- Küszöb. Kisregények; Vajda János Társaság, Bp., 1933
- Sötétség. Regény; Nagy K. és Tsa., Debrecen, 1934 (Új írók)
- Feketevíz; Athenaeum, Bp., 1935
- A vas fiai, 1-2.; Athenaeum, Bp., 1936
- Suomi, a csend országa. Utirajz; Cserépfalvi, Bp., 1937 ("Válság és új élet " kötetei)
- Pogány tűz. Történelmi tragédia; Globus Ny., Bp., 1937 (Krónika a Nemzeti Színház műsorkísérő füzetei)
- Boldog Margit; Athenaeum, Bp., 1937
- Mit viszel a másvilágra? Délbaranyai történet; Országos Református Szeretetszövetség, Bp., 1938 (Népbarát)
- Julianus barát; Athenaeum, Bp., 1938
- Ormánság. Szép Zsuzska; Athenaeum, Bp., 1939
- József, az ács; Athenaeum, Bp., 1939
- Suomi titka; Magyar Élet, Bp., 1939
- Jajgatunk és kacagunk; Athenaeum, Bp., 1940
- Süllyedő világ, 1-2.; Athenaeum, Bp., 1940
- Emese álma. 1. Istenek; Athenaeum, Bp., 1941
- Kelet és nyugat határán; Dunántúl Ny., Pécs, 1941 (A Janus Pannonius Társaság könyvtára)
- Esti beszélgetés; Magyar Élet, Bp., 1941
- Baranyai utazás; Bolyai Akadémia, Bp., 1941 (Bolyai könyvek)
- Holdvilág völgye; Athenaeum, Bp., 1942
- A csend országa. Finnországi élmények; ill. Fáy Dezső; Stádium, Bp., 1942 (Nemzeti könyvtár)
- Rókatánc; Turul, Bp., 1942 (Turul könyvek)
- Csendes órák; Turul, Bp., 1942 (Turul könyvek)
- Zárt tárgyalás; Turul, Bp., 1943 (Turul könyvek)
- Kodolányi János–Képes Géza: Északi csillagok. Finn rokonaink költészete; ill. Fáy Dezső; Stádium, Bp., 1943 (Nemzeti könyvtár)
- Fekete sátor. Kisregény; Turul, Bp., 1944 (Magvető könyvtár)
- Julianus hazatér. Kodolányi János Julianus barát c. regényének legszebb fejezetei; Stádium Ny., Bp., 1944 (Nemzeti könyvtár)
- Vízöntő, 1-2.; Szőllősy, Bp., 1948
- Éltek, ahogy tudtak. Válogatott elbeszélések; Szépirodalmi, Bp., 1955
- Boldog békeidők. Regény; Dunántúli Magvető, Pécs, 1956
- Az égő csipkebokor, 1-2.; Magvető, Bp., 1957
- Jehuda bar Simon emlékiratai; Magvető, Bp., 1957
- Végrendelet. Színjáték; Népszava, Bp., 1957
- Keserű ifjúkor; Magvető, Bp., 1958
- Új ég, új föld; Magvető, Bp., 1958
- Vízválasztó; Magvető, Bp., 1960
- Fellázadt gépek, 1-2.; utószó Bodnár György; Magvető, Bp., 1961
- Vidéki történet. Színmű; rendezői utószó Kemény György; Népművelési Intézet, Bp., 1962 (Színjátszók kiskönyvtára)
- Süllyedő világ; Magvető, Bp., 1965
- Vízözön. Meseregény; Magvető, Bp., 1967
- Pogány tüzek. Regény, 1-2.; Magvető, Bp., 1968
- Visszapillantó tükör; Magvető, Bp., 1968
- Én vagyok; utószó Csűrös Miklós; Magvető, Bp., 1972
- Pünkösdi dáridó; Magvető, Bp., 1973
- Szép Zsuzska. Kisregények; Magvető, Bp., 1975
- Szív és pohár. Bírálatok, tanulmányok, cikkek. 1924–1940; Magvető, Bp., 1977
- A hazugság öl; előszó, jegyz. Szigethy Gábor; Magvető, Bp., 1987 (Gondolkodó magyarok)
- Földindulás; vál., sajtó alá rend., utószó Csűrös Miklós; Magvető, Bp., 1989
- Suomi; szerk., jegyz., utószó ifj. Kodolányi János; Magvető, Bp., 1990
- A megölt mese; szerk., utószó Urbán László; Hunga-print, Bp., 1993 (Filléres füzetek)
- Kelet és nyugat határán; Pro Pannonia, Pécs, 1996 (Pannónia könyvek)
- Ojbarsz futása. Regény. A Pogány tüzek folytatása; sajtó alá rend., előszó Tüskés Tibor; Pro Pannonia, Pécs, 1996 (Pannónia könyvek)
- József, az ács. Válogatott novellák; vál., szerk. Domokos Mátyás; Osiris, Bp., 1997 (Osiris könyvtár. Irodalom)
- Kodolányi János és Szabó István levelezése; szerk., utószó Csűrös Miklós; Holnap, Bp., 1999
- Levélről levélre. Kodolányi János és Várkonyi Nándor levelezése; vál., szerk., előszó ifj. Kodolányi János; Mundus, Bp., 2000 (Kodolányi életműsorozat; Mundus – új irodalom)
- Ne panaszold a magányodat! Kodolányi János levelezése Szabó Lőrinccel és Szabó Lőrincné Mikes Klárával. 1948–1957; sajtó alá rend., előszó, jegyz. Horányi Károly; Argumentum, Bp., 2002
- Zárt tárgyalás. Tanulmányok, vitairatok, emlékezések; Szt. István Társulat, Bp., 2003 (Kodolányi János művei)
- Börtön. Kisregények; Szt. István Társulat, Bp., 2004 (Kodolányi János művei)
- A néma város. Elbeszélések; Szt. István Társulat, Bp., 2004 (Kodolányi János művei)
- Szakadékok / Feketevíz. Kisregények; Szt. István Társulat, Bp., 2005 (Kodolányi János művei)
- Üzenet enyéimnek. Összegyűjtött versek; Szt. István Társulat, Bp., 2006 (Kodolányi János művei)
- "Csend kívül, de nem belül". Kodolányi János levelezése Nyerges Pállal és feleségével, 1948–1956; összeáll., szöveggond., előszó, jegyz. Horányi Károly, szerk. Soltész Márton; MTA Könyvtár és Információs Központ, Bp., 2017
- Naplójegyzetek Kodolányi Jánosról. 1952. szeptember–1969. december. Kodolányi János és Zimándi Pius István levelezése; összeáll. Zimándi P. István; Szt. István Társulat, Bp., 2017
- Vidéki bál. Kodolányi János ismeretlen elbeszélései; gyűjt., vál., szerk. Urbán László, sajtó alá rend. Bősze Balázs; Aegis Kultúráért és Művészetért Alapítvány, Budapest–Székesfehérvár, 2019

### Műfordításai
- Frans Eemil Sillanpää: Jámbor szegénység; utószó Képes Géza; Európa, Bp., 1959
- Aleksis Kivi: A hét testvér; lektorálta Faragó József, Aini Ahtia; Stádium, Bp., 1942
- Arvi Järventaus: Kereszt és varázsdob. Regény; Turul, Bp., 1943 (Turul könyvek)
- Arvi Järventaus: A Mennyei Mester. Regény; Jövő Ny., Bp., 1944 (Turul könyvek)

## Díjak, elismerések
- Baumgarten-díj (1937)
- Kossuth-díj (posztumusz, 1990)
- A Finn Oroszlánrend lovagkeresztje (1967)
- Magyar Örökség díj (1999, posztumusz)

### Elérhető Kodolányi-művek a világhálón
| Regények, kisregények | Publicisztika, kritikák | Novellák |
| --- | --- | --- |
| - Az égő csipkebokor - A vas fiai - Holdvilág völgye Archiválva 2022. december 5-i dátummal a Wayback Machine-ben - Szép Zsuzska, Börtön, Kántor József megdicsőülése - Vízözön - Új ég, új Föld Archiválva 2022. január 28-i dátummal a Wayback Machine-ben - Julianus barát - Jehuda bar Simon emlékiratai Archiválva 2022. február 16-i dátummal a Wayback Machine-ben - Süllyedő világ (részlet) | - Debrecen - Hortobány (Szép Ernő könyvéről) - Meg kell a szívnek hasadni - Pillangó - Színházi tapasztalatok Debrecenben - Művészet a kocsmában | - Tél/Fegyveretelen - József, az ács - Vallomás - Házasság - Küszöb - Történelem I. - Történelem II. - Rekkenő nyári nap |

### A világhálón elérhető életrajzok és adatbázisok
- Kodolányi életrajza; Magyar életrajzi lexikon
- Kodolányi életrajza, Hegedüs Gézától (A magyar irodalom arcképcsarnoka)
- Kodolányi János Archiválva 2007. október 12-i dátummal a Wayback Machine-ben a HUNLIT-ban, a Magyar Könyv Alapítvány többnyelvű irodalmi adatbázisában
- Kodolányi életrajza a Sulinet oldalán
- Kodolányi életéről és munkásságáról; A MAGYAR IRODALOM TÖRTÉNETE 1945-1975

### Méltatások és visszaemlékezések az íróról, munkásságáról
- Móricz Zsigmond: Két fiatal író arcképéhez; Nyugat (Archívum); 1932; 23. szám
- ifj. Kodolányi János: Európaiság és magyarság Kodolányi János munkásságában Árgus irod.-i folyóirat; 2002. / 7.-8. (július–augusztus)
- Tüskés Tibor: Emlékeim Kodolányi Jánosról ( Archiválva 2007. szeptember 27-i dátummal a Wayback Machine-ben / ); Új forrás (Irodalmi, művészeti és társadalmi folyóirat); XXXVII. évf. 2. sz.; 2006.
- Bakonyi István: „A létezés tövének közelében” – Kodolányi János centenáriumán
- Albert Zsuzsa (szerk.): Legenda Kodolányi Jánosról Archiválva 2007. június 7-i dátummal a Wayback Machine-ben – az utódok visszaemlékezései – Forrás (szépirod.-i, szociográfiai, művészeti folyóirat), 2001. június
- Csűrös Miklós: Kodolányi és Móricz; Iris/Irodalomismeret (A Magyar Irodalomtörténeti Társaság folyóirata); X. évfolyam 1999./1-2. szám
- Rajnai László: Kodolányi János (tanulmány). Árgus (irodalom – művészet – valóság); 2002./ 3. sz. (március)
- Fenyvesi Károly: "Ez az ember ért minket"; Magyar Szemle, VIII. évf. 3.-4. sz., 1999. április
- Pápai Szabó György: Az önmegváltás reménytelenségétől a megváltás reménységéig., Confessio (A Magyar Református Egyház Figyelője), 1994/2.

### Jelentősebb kritikák
- Nyugat (irod. folyóirat) (Archívum);
  - Nagy Lajos: Kodolányi János: Szép Zsuzska; 1925./7.
  - Komlós Aladár: Kodolányi János: Börtön; 1925/22. sz.
  - Szabó Lőrinc: Kodolányi János új könyvéről és naturalizmusáról (A Sötétség és Vallomás c. novellákról), 1928, 8. sz.
  - Tersánszky Józsi Jenő: Szakadékok (A Szakadékok c. kisregényről); 1928/8. sz.
  - Szász Zoltán: "Ifju szivekben élek" – V. 1928/16. sz.
  - Kardos László: Boldog Margit – Kodolányi János regénye 1937/9. sz.
- Rónay László: Kodolányi János: Julianus barát (a Julianus barát c. regényről); Új Ember, 2002. március 31.; LVIII. évf. 13-14.
- Tüskés Tibor: Az árulás regénye – Kodolányi János: Én vagyok (az „Én vagyok” c. regényről]; Magyar Szemle, VIII. évf. 5.-6. sz., 1999. június
- Tüskés Tibor: Kelet és Nyugat határán ( Archiválva 2005. augusztus 30-i dátummal a Wayback Machine-ben / ) (főképp a Kelet Népe c. tanulmányról); Új forrás (Irodalmi, művészeti és társadalmi folyóirat); XXXV. évf. 8. sz.; 2003.
- Takács Márta: Egy csodálatos világrend – Jegyzetek Kodolányi János Pogány tűz című munkájához; Napút online (irod.-kulturális folyóirat); 2001. / 6. sz.

### További adatok, írások Kodolányiról
- Domokosné Dóka Etelka: Kodolányi János; Kultúra Ny., Pécs, 1940 (Specimina dissertationum Facultatis Philosophicae Regiae Hungaricae Universitatis Elisabethinae Quinqueecclesiensis)
- Várkonyi Nándor: Kodolányi János; Dunántúl Ny., Pécs, 1941
- Szabó Dezső: Kodolányi-eset; Ludas Mátyás, Bp., 1941 (Szabó Dezső újabb művei)
- Tüskés Tibor: Kodolányi János; Magvető, Bp., 1974
- Kodolányi János emlékezete; Bárdosi Németh János et al. írásai; Baranya Megyei Tanács, Pécs, 1975
- Kodolányi János. Ajánló bibliográfia; összeáll. Tüskés Tibor; Baranya megyei Könyvtár, Pécs, 1981
- Kodolányi János emlékszám; Hajdú Megyei Lapkiadó Vállalat, Debrecen, 1983 (az Alföld, 34. évf. 1983. 12. száma)
- Kodolányi Júlia: Apám; Magvető, Bp., 1988 (Tények és tanúk)
- Csűrös Miklós: Géniuszok – kortársak. Fülep Lajos, Kodolányi János, költők prózája; Széphalom Könyvműhely, Bp., 1995 (Aranyhal sorozat)
- A mítosz, mint realitás. Tanulmányok Kodolányi Jánosról; szerk. Bakonyi István; Kodolányi Főiskola, Székesfehérvár, 1999 (Kodolányi füzetek)
- Én vagyok. In memoriam Kodolányi János; vál., szerk., összeáll. Csűrös Miklós; Nap, Bp., 2001 (In memoriam)
- Kodolányi János helye és szerepe a magyar irodalomban. A Magyar Írószövetség és a Mundus Magyar Egyetemi Kiadó szervezésében 1999. március 24-25-én, az író születésének 100. évfordulóján megrendezett konferencia előadásai; szerk. Biernaczky Szilárd; Mundus, Bp., 2002 (Mundus – új irodalom)
- Rajnai László: Kodolányi János; Árgus Alapítvány–Székesfehérvár M. J. V. Levéltára–Kodolányi János Főiskola, Székesfehérvár, 2002
- Horányi Károly: Eredet és jelkép. Kodolányi János és kortársai; Argumentum, Bp., 2004
- Tüskés Tibor: Az újraolvasott Kodolányi. Tanulmányok, esszék, dokumentumok; Pro Pannonia, Pécs, 2006 (Pannónia könyvek)
- Váradi Ildikó: A parasztpolgárosodás "finn útja". Kodolányi János finnországi tevékenysége és finn útirajzai; University of Jyväskylä, Jyväskylä, 2010 (Jyväskylä studies in humanities)
- Kodolányi Finnországban
- Kodolányi Balatonbogláron
- Könyvismertető: Az égő csipkebokor
- A Boldog Margitról
- Tüskés Tibor: Kodolányi János nyelvi tudatossága
- Én vagyok-részletek az „árulás regényéből”
- Horányi Károly: Kétféle nemzetstratégia, kétféle emigráció – Kodolányi vitája Máraival; Kortárs(online) (irodalmi és kritikai folyóirat), 1999./9. sz.
- Petrik Béla: A népi mozgalom kezdetei I. – II.; Magyar Szemle, XIII. évf. 3.-4. ill. 5.-6. sz., 2004. április ill. június
- Vásárhelyi Miklós: http://adata.hu/_soros/kiadvany.nsf/0/4d788d2587d2c51ac1256ecf002801fd?OpenDocument [A bilincsbe vert beszéd] Archiválva 2007. szeptember 27-i dátummal a Wayback Machine-ben – magyar sajtótörténet
- Sulyok Bernadett: Ami örök és ami mulandó. Kodolányi János mezopotámiai és bibliai témájú tetralógiájának (Vízözön; Új ég, új föld; Az égő csipkebokor; Én vagyok) mítoszkritikai interpretációja; MMA, Bp., 2021
- Krízistől a feloldásig. Konferenciakötet Kodolányi János születésének 120. és halálának 50. évfordulója alkalmából; szerk. Sulyok Bernadett; MMA, Bp., 2021